# Bob Bates (Musiker)
Robert „Bob“ Bates (* 1. September 1923 in Pocatello, Idaho; † 13. September 1981 in San Francisco) war ein amerikanischer Jazzbassist. Er spielte mit Dave Brubeck.

## Leben und Wirken
Bob Bates ist der Bruder des Bassisten Norman Bates. Er studierte klassischen Bass von 1944 bis 1948 und spielte mit Sonny Dunham 1947 und bei Jack Fina von 1948 bis 1949. Am meisten in Erinnerung bleiben wird Bates’ Mitgliedschaft in den frühen Formationen von Dave Brubeck von 1953 bis 1956. Nach seinem Ausstieg übernahm sein Bruder Norman seinen Platz in der Brubeck-Band. Seitdem war Bob Bates nicht mehr als Jazzmusiker tätig.

## Auswahldiskographie
- Dave Brubeck: Brubeck Time (Columbia, 1954)
- Dave Brubeck: Jazz: Red, Hot And Cool (Columbia, 1954–55)